# Asahi Shimbun-sha
K.K. Asahi Shimbun-sha (jap. 株式会社朝日新聞社 Kabushiki-gaisha Asahi Shimbun-sha, englisch The Asahi Shimbun Company) ist der Name eines japanischen Medienunternehmens.

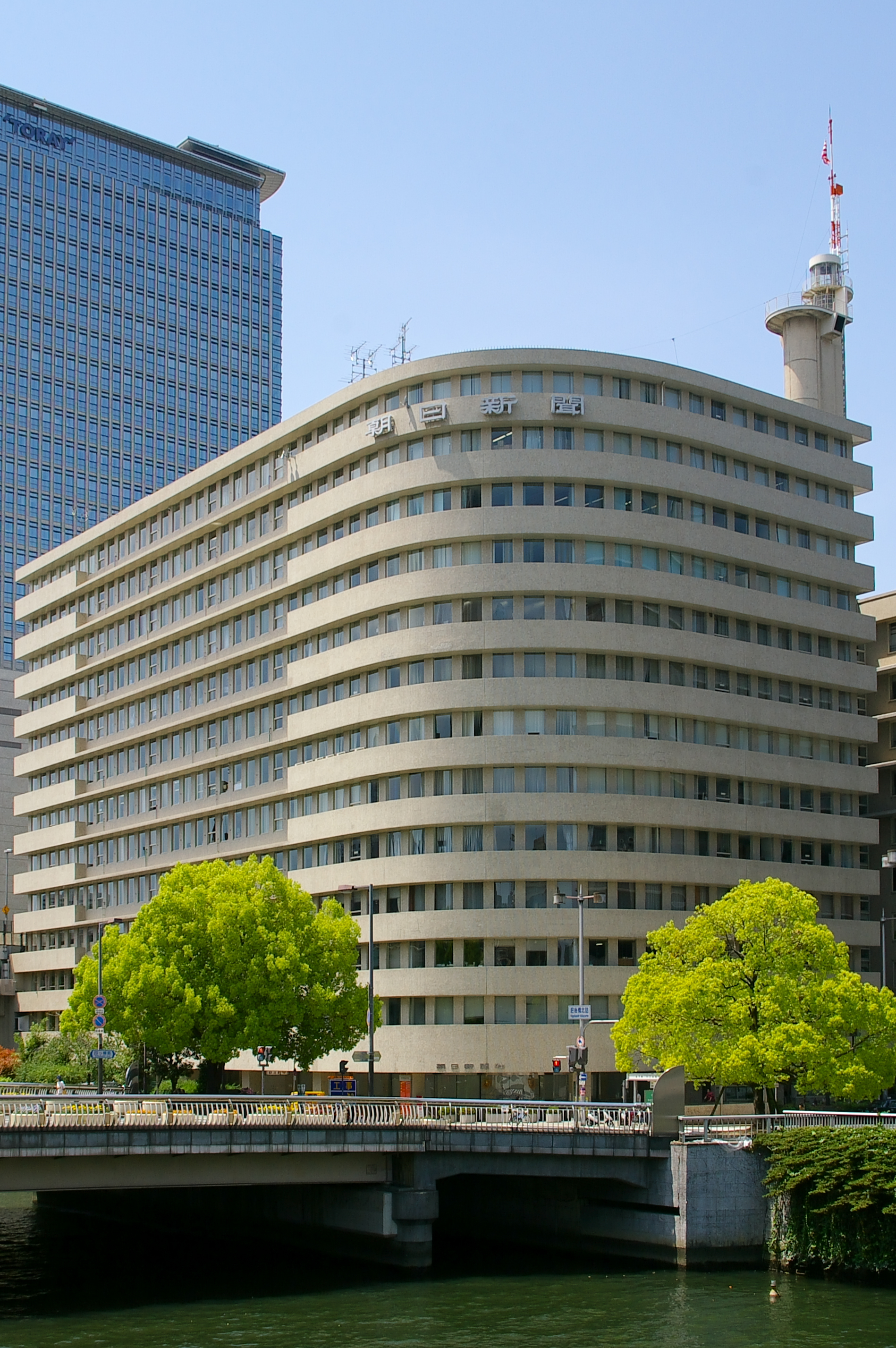
Der Ōsaka-Hauptsitz des Asahi Shimbun-sha

Die Asahi Shimbun-sha ist das viertgrößte Medienunternehmen Japans, nach Sony, NHK und Fuji. Die Geschäftsfelder der Gruppe sind Zeitungen, Zeitschriften, Bücher, TV-Sender, Satelliten-TV. Herzstück bildet die namensgebende Tageszeitung Asahi Shimbun.
1951 wurde der erste Hörfunksender gegründet, Asahi Hōsō K.K. Schon 1956 wurde in den Fernseh-Bereich expandiert, seit 1961 ist die Rundfunkanstalt börsennotiert.
Asahi Shimbun-sha ist außerdem mit 38 % Haupteigentümer von TV Asahi, einem der erfolgreichsten Fernsehsender Japans.
Asahi Shimbun-sha befindet sich hauptsächlich im Besitz der Genossenschaft der Angestellten der Unternehmensgruppe, des Senders TV Asahi, sowie der Familien Murayama und Ueno.